# Edmund Trempała
Edmund Trempała (ur. 16 listopada 1927 w Kościerzynie Wielkim, zm. 5 grudnia 2011 w Bydgoszczy) – profesor nauk humanistycznych, pedagog, w latach 1974–1981 rektor Wyższej Szkoły Pedagogicznej w Bydgoszczy (od 2005 r. Uniwersytet Kazimierza Wielkiego).

## Życiorys
Ukończył pedagogikę nu Uniwersytecie Warszawskim w 1960. Tam się doktoryzował w 1968, a habilitację uzyskał w 1975 na Uniwersytecie im. A. Mickiewicza w Poznaniu. W 1978 uzyskał tytuł profesora nadzwyczajnego, a w 1990 – profesora zwyczajnego. Odbył staż na niemieckich uniwersytetach w: Dortmundzie, Hamburgu, Kassel i Bielefeld.
W latach 1949–1962 pracował w szkolnictwie podstawowym jako nauczyciel. Od 1952 był kierownikiem szkoły. Od 1959 r. należał do PZPR. W latach 1962–1967 był wykładowcą pedagogiki, wicedyrektorem i dyrektorem Studium Nauczycielskiego w Bydgoszczy. Należał do grona organizatorów Wyższej Szkoły Nauczycielskiej w Bydgoszczy, po czym w latach 1967–1974 był docentem WSN w Bydgoszczy, a w okresie 1969–1970 dziekanem Wydziału Matematyczno-Przyrodniczo-Pedagogicznego. W latach 1970–1974 był prorektorem, a w 1974-1981 rektorem Wyższej Szkoły Pedagogicznej w Bydgoszczy. Dodatkowo w okresie 1974-1978 był kierownikiem Zakładu Pedagogiki, a od 1978 Katedry Pedagogiki Społecznej WSP. Następnie był wykładowcą w Instytucie Pedagogiki Wydziału Pedagogiki i Psychologii WSP.
Po 2000 związał się z uczelniami niepublicznymi. Pracował w Katedrze Pedagogiki Wszechnicy Mazurskiej oraz na Wydziale Pedagogiki Elbląskiej Uczelni Humanistyczno-Ekonomicznej.
24 kwietnia 2002 został pierwszym doktorem honoris causa Akademii Bydgoskiej im. Kazimierza Wielkiego.

## Dorobek naukowy
Specjalizował się w pedagogice społecznej. Opracował i zweryfikował model szkoły środowiskowej oraz program integracji wychowania w środowisku lokalnym. Do 1996 jego dorobek naukowy obejmował 12 prac (samodzielnych i współautorskich) oraz ok. 100 artykułów.
Był członkiem Komitetu Nauk Pedagogicznych PAN (okresowo członek prezydium oraz wiceprzewodniczący i przewodniczący Zespołu Pedagogiki Opiekuńczej), Polskiego Towarzystwa Pedagogicznego (współzałożyciel Towarzystwa, okresowo członek prezydium Zarządu Głównego), Towarzystwa Wiedzy Powszechnej (okresowo członek Zarządu Głównego i Zarządu Wojewódzkiego), Bydgoskiego Towarzystwa Naukowego (okresowo przewodniczący Wydziału Humanistycznego, wiceprezes i prezes Zarządu oraz naczelny redaktor), rad naukowych Instytutu Badań Pedagogicznych, Instytutu Badań Edukacyjnych, Centralnego Ośrodka Doskonalenia Nauczycieli oraz Zespołu Naukowo-Dydaktycznego w MEN, Rady Głównej Nauki i Szkolnictwa Wyższego, a także Centralnej Komisji ds. Tytułu Naukowego i Stopni Naukowych przy Prezesie Rady Ministrów.
Prowadził wykłady i seminaria na uczelniach zagranicznych. Do 1996 r. był organizatorem 15 konferencji naukowych ogólnopolskich i 3 międzynarodowych. Wypromował 16 doktorów, zrecenzował 26 prac doktorskich i 25 habilitacyjnych oraz dokonał oceny dorobku naukowego 26 kandydatów do tytułu profesora.

## Odznaczenia
- Krzyż Komandorski Orderu Odrodzenia Polski (1999)[4]
- Krzyż Kawalerski Orderu Odrodzenia Polski
- Złoty Krzyż Zasługi[3]
- Medal Komisji Edukacji Narodowej
- Odznaka „Zasłużony Nauczyciel PRL”
- Odznaka Honorowa „Za szczególne zasługi dla rozwoju województwa bydgoskiego”,
- Odznaka Honorowa „Zasłużony dla województwa pilskiego”,
- Odznaka Honorowa „Za zasługi dla miasta Bydgoszczy”,
- Odznaka Honorowa „Zasłużony Działacz Kultury”.
- Nagrody Ministra Szkolnictwa Wyższego oraz Ministra Oświaty i Wychowania.